# Pustularia patavina
Pustularia patavina är en svampart som först beskrevs av Cooke & Sacc., och fick sitt nu gällande namn av Jean Louis Emile Boudier 1907. Pustularia patavina ingår i släktet Pustularia och familjen Pyronemataceae.   Inga underarter finns listade i Catalogue of Life.